# Тобољск
Тобољск (рус. Тобольск; ст. Себертора) град је у Русији у Тјумењској области источно од планине Урал. Град лежи на ушћу реке Тобол у реку Иртиш. Према попису становништва из 2010. у граду је живело 99.698 становника.
Тобољск је најстарији руски град у Сибиру, кога су 1586. основали козаци Јермака Тимофејевича као утврђење Острог. У близини Острога се пре тога налазио центар Сибирског каната. Године 1621. Тобољск је постао седиште Сибирске епархије. У 17. и 18. веку утврђење Тобољск се развило у трговачки центар регије око реке Иртиш, а град је 1712. постао центар Сибирске губерније.
Најважнија знаменитост града је нетипични камени кремљ (градска тврђава), чију је изградњу наредио Петар Велики.
У Тобољску је 1834. рођен хемичар Дмитриј Иванович Мендељејев.

## Становништво
Према прелиминарним подацима са пописа, у граду је 2010. живело 99.698 становника, 6.818 (7,34%) више него 2002.
| 1939.  | 1959.  | 1970.  | 1979.  | 1989.  | 2002.  | 2010.  |
| ------ | ------ | ------ | ------ | ------ | ------ | ------ |
| 32.244 | 39.034 | 49.260 | 61.969 | 94.143 | 92.880 | 99.694 |

## Међународна сарадња
- Каунсил Бафс
- Пећ